# Oxystomina acuta
Oxystomina acuta är en rundmaskart som beskrevs av Gerlach 1957. Oxystomina acuta ingår i släktet Oxystomina och familjen Oxystominidae. Inga underarter finns listade i Catalogue of Life.